# Never Let You Go (låt av Mando)
Never Let You Go är en låt framförd av den grekiska sångerskan Mando. Låten var Greklands bidrag i Eurovision Song Contest 2003 i Riga i Lettland. Låten är skriven av Mando själv i samarbete med Teri Siganos.
Bidraget framfördes i finalen den 24 maj och slutade där på sjuttonde plats med 25 poäng.